# 금 말제
금 소종 말황제 완안승린(金 昭宗 末皇帝 完顔承麟, ? - 1234년 2월 9일(음력 1월 10일))은 금나라의 제10대 황제(재위 : 1234년 2월 9일 하루)로 여진 이름은 호돈(呼敦)이다.

## 사적
아구다의 형인 우야수의 후손으로 금나라 가계의 방계에 해당되며 생년은 알 수 없다. 애종의 치세기간 동안 승린은 황제의 호위대장을 하고 있었다.
1234년, 채주(蔡州, 오늘날의 루난 현)만 남게 된 금 애종은 스스로가 뚱뚱하여 빠르게 달아날 수 없음을 알고 젊고 민첩한 승린에게 양위하려 했다. 더불어 애종은 그 자신의 모든 것을 포기함과 동시에 승린으로 하여금 금나라의 재건에 대한 희망을 걸었다. 승린은 처음에는 사양하지만 애종은 승린에게 금나라의 재건을 위해서라며 승린을 설득하여 황위를 선양했다. 황제가 된 승린은 곧바로 포위된 채주성을 탈출하려 했으나 실패하여, 몽골군에 동조한 송나라 군인에게 살해당하고 시체는 몽골군에게 이송되어 금 애종과 같이 효수되었다.
결과적으로 그의 재위기간은 12시간도 채 되지 않았는데, 이것은 중국 역사상 가장 짧은 재위기간이다. 속자치통감에 따르면 그를 따르던 친족들과 병사들에 의해 소종(昭宗)이라는 묘호가 부여되었다고 하며 정식 추승은 이후 등장하는 그 어떤 왕조에서도 내리지 않았다고 한다.

## 기년
| 말제        | 원년       |
| ----------- | ---------- |
| 서력 (西曆) | 1234년     |
| 간지 (干支) | 갑오(甲午) |
| 연호 (年號) | 미상       |

| 전대 금 애종 | 제10대 금 황제 1234년 | 후대 금 멸망(금나라 가계 멸족) |